# Amfibiefartyg

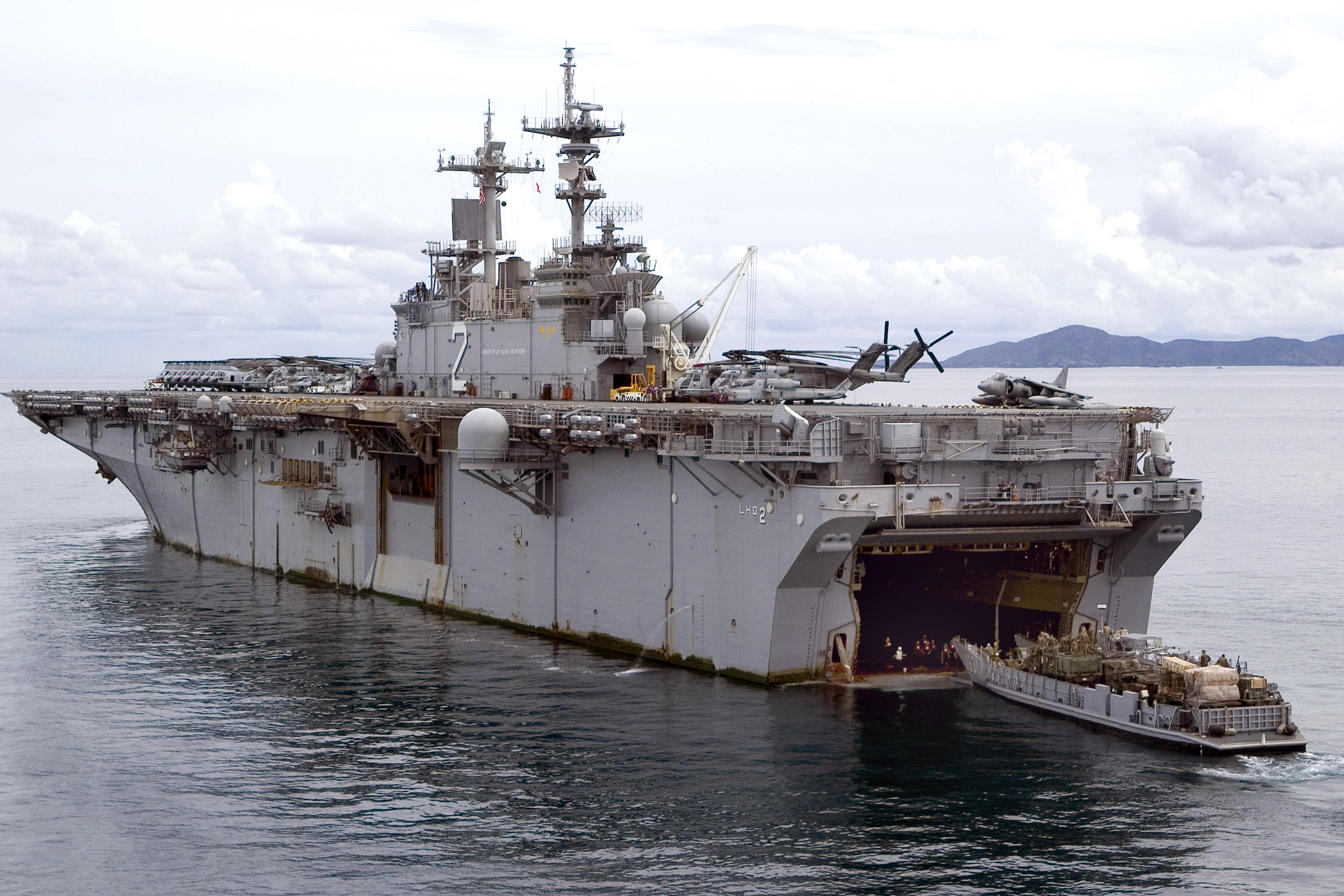
Ett amerikanskt amfibiefartyg av Wasp-klass.

Amfibiefartyg (engelska: Amphibious assault ship, commando carrier eller amphibious assault carrier) är en typ av stridsfartyg som används för att landsätta mark- och stödtrupper på fientligt territorium genom ett amfibiskt anfall. Designen utvecklades från helikopterhangarfartyget, men inkluderar stöd för landstigningsbåtar. De flesta designer inkluderar ett welldäck.
Amfibiefartygets roll är ett mellanting mellan ett vanligt hangarfartyg och ett landstigningsfartyg. Dess flygtekniska faciliteter har den primära rollen av att härbärgera helikoptrar eller tiltrotorflygplan för att landsätta och understödja styrkor på land samt stridsflygplan med V/STOL-förmåga. Många amfibiefartyg kan även landsätta tyngre materiel och fordon med svävare eller landstigningsbåtar. Den största flottan av dessa typer opereras av amerikanska flottan, däribland Tarawa-klassen från 1970-talet och den större Wasp-klassen som debuterade 1989. Amfibiefartyg opereras också av Storbritanniens flotta, Frankrikes flotta, Italiens flotta, Rysslands flotta, Sydkoreas flotta och Spaniens flotta.
Termen amfibiefartyg används ofta i stället för den mer allmänna termen landstigningsfartyg. Landstigningsfartyg används då i stället som en mer specifik term för fartyg som kan landsätta trupp och materiel direkt i land.